# Aphonopelma stoicum
Aphonopelma stoicum är en spindelart som först beskrevs av Chamberlin 1925.  Aphonopelma stoicum ingår i släktet Aphonopelma och familjen fågelspindlar. Inga underarter finns listade i Catalogue of Life.